# Sumberejo (Kaliwungu)
Sumberejo is een bestuurslaag in het regentschap Kendal van de provincie Midden-Java, Indonesië. Sumberejo telt 6980 inwoners (volkstelling 2010).